# 2023 en aéronautique
Chronologie de l'aéronautique
- 2019
- 2020
- 2021
- 2022
- 2023
- 2024
- 2025
- 2026
- 2027

Cet article présente les faits marquants de l'année 2023 en aéronautique.

## Événements

### Janvier
- 1er janvier : inauguration de l'aéroport international de Pokhara au Népal[1].
- 2 janvier : une collision en vol entre deux hélicoptères Eurocopter EC130 du parc d'attraction Sea World au sud de Brisbane en Australie fait 4 morts et 8 blessés[2].
- 11 janvier : une panne du système de la Federal Aviation Administration bloque l'activité de l'aviation civile aux États-Unis plusieurs heures.
- 13 janvier :
  - premier vol de l'hélicoptère DisruptiveLab de Airbus Helicopters, démonstrateur dédié à améliorer les performances des appareils et à réduire les émissions de CO2 des hélicoptères .
  - le trois millième avion utilitaire Cessna 208 Caravan est livré[3].
- 15 janvier : le vol Yeti Airlines 691 s'écrase lors de son approche de l'aéroport international de Pokhara. L'ATR-72 emporter 72 personnes, il n'y a pas de survivants[4].
- 18 janvier : Kaman annonce la fin de la production de l'hélicoptère Kaman K-Max après la construction de 60 exemplaires[5].
- 20 janvier : livraison du cinq millième hélicoptère de la famille UH-60 Black Hawk[6].
- 24 janvier :
  - Un avion d'attaque Soukhoï Su-25 de Force aérienne de la république démocratique du Congo est endommagé par un tir de missile antiaérien des forces armées rwandaises. Il effectue un atterrissage d'urgence à l'aéroport de Goma. Le pilote est indemne[7].
  - Premier vol du F-16 block 70 depuis l’usine de Greenville (Caroline du Sud)[8].
  - Les trois derniers avions de patrouille maritime P-3 Orion de la Force aérienne royale néo-zélandaise sont retirés du service après 57 ans d'activité[9].
- 26 janvier : Boom Supersonic annonce le début de la construction de l’usine d’assemblage de son avion de transport supersonique, d'une superficie de 25 000 m2, sur le Piedmont Triad International Airport (en) de Greensboro, en Caroline du Nord[10].
- 28 janvier : la compagnie aérienne à bas prix, britannique Flybe annule tous ses vols et annonce cesser ses activités[11].
- 31 janvier : livraison du 1574e et dernier avion de ligne Boeing 747. Un Boeing 747-8 cargo, à la compagnie Atlas Air à l'usine Boeing d'Everett[12].

### Février

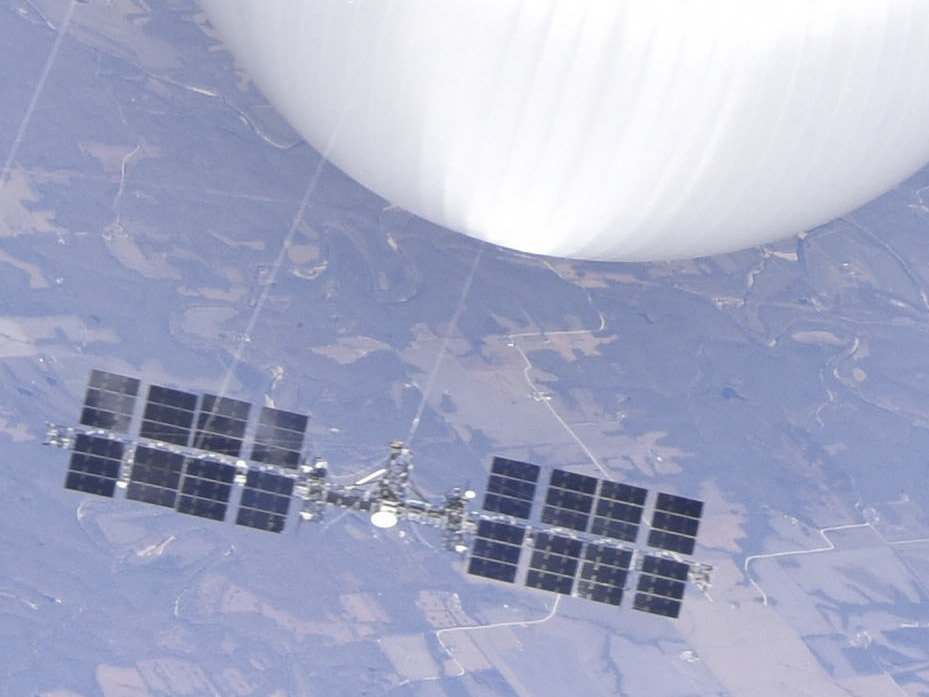
Gros plan sur la charge utile du ballon espion chinois prise depuis un avion U-2.

- 1er février : la compagnie aérienne norvégienne Flyr, fondée en 2020, dépose le bilan.
- 2 février : début de l'incident des ballons chinois de 2023. Un ballon d'observation chinois est annoncé repéré au Montana. Il est abattu par un missile AIM-9 Sidewinder tiré d'un Lockheed Martin F-22 Raptor de l'USAF au large du Comté de Horry en Caroline du Nord le 4 février à 14 h 39 Heure de l'est.
- 5 février : un hélicoptère de manœuvre Oryx de la Force aérienne sud-africaine opérant pour la Mission de l'Organisation des Nations unies pour la stabilisation en république démocratique du Congo se fait attaquer alors qu'il se dirigeait a Goma. Un casque bleu sud-africain est tué, un autre blessé, l'hélicoptère parvient à atterrir à l'aéroport de Goma[13].
- 6 février : le chasseur léger indien HAL Tejas-N effectue le premier appontage d'un aéronef à voilure fixe du porte-avions INS Vikrant de la marine indienne[14].
- 7 février : le programme d'avion de ligne Mitsubishi SpaceJet est officiellement abandonné. Lancé en 2007, il était gelé depuis le 30 octobre 2020[15].
- 10 février : un « objet cylindrique » non identifié est abattu au large de la cote nord de l'Alaska dans la mer de Beaufort à environ 12 000 m d'altitude par un F-22 de la base aérienne d'Elmendorf tirant un missile AIM-9X après vérification qu'il n'était pas habité[16].
- 11 février : un « objet cylindrique non identifié » est abattu à environ 12 000 m d'altitude par un F-22 dans le Yukon au Canada[17], à environ 160 km de la frontière entre le Canada et l'Alaska[18].
- 14 février : Air India annonce le plus important contrat de l'aviation civile de l'histoire avec l'achat de 250 avions de ligne  Airbus et 220 Boeing soit 470 avions d'une valeur catalogue d'environ 70 milliards de dollars. Pour l’avionneur européen, la commande se décompose en 140 A320neo, 70 A321neo et 40 long-courriers A350, pour un prix catalogue de 34 milliards de dollars (31,6 milliards d’euros), et pour l'avionneur américain de 190 monocouloirs B737 MAX, 20 B787 et 10 B777X[19].
- 23 février : International Airlines Group annonce avoir acquis l'intégralité  capital de la compagnie aérienne espagnole Air Europa[20].
- 24 février : la Malaisie commande 18 chasseurs légers FA-50 d'une valeur de 920 millions de dollars à Korea Aerospace Industries. Début des livraisons pour l'Armée de l'air royale de Malaisie annoncé en 2026[21].
- Le 25 février : Israël 25 commande 25 chasseurs F-15IA avec une option sur 25 autres[22].

### Mars
- 14 mars : un chasseur russe Soukhoï Su-27 lâche du carburant et percute un drone General Atomics MQ-9 Reaper au-dessus de la mer Noire entraînant la perte de ce dernier[23].

### Avril
- 7 avril : premier vol de l'hélicoptère civil chinois biturbine chinois AVIC AC332 (en) à Tianjin[24]
- 17 avril : le premier jour de la tentative de coup d'État de 2023 au Soudan, l'aéroport international de Khartoum et des bases aériennes de la force aérienne soudanaise sont attaqués par les Forces de soutien rapide. Au matin du 18 avril, on voit ici sur l'aéroport international de Khartoum au moins 14 avions détruits et de nombreux autres endommagés. Au moins le Iliouchine Il-62 présidentiel[25], deux Iliouchine Il-76, un Boeing 737, un Airbus A330 et un avion à turbopropulseurs sont totalement détruits[26]. Un moins un Mig-29 de la force aérienne égyptienne est détruit et deux à quatre endommagés sur la base aérienne de Merowe[27]. Le trafic passager international au-dessus du Soudan est interrompu[28].
- 22 avril : premier vol d'un avion de combat léger de série Aero L-39NG (en) tchèque[29].
- 23 avril : premier vol de l'avion supersonique de combat léger et d'entraînement avancé turc TAI Hürjet[30].
- 28 avril : premier vol de l'hélicoptère de combat turc TAI T929 ATAK 2.

### Mai
- 3 mai : la compagnie aérienne indienne GoFirst se place en faillite[31].
- 17 mai : le ministre argentin de la défense officialise le non retour au service des chasseurs d’attaque Dassault Super Étendard de la Marine argentine.
- 29 mai : le Comac C919 effectue son vol commercial inaugural depuis l'aéroport international de Shanghai Hongqiao à destination de l'aéroport international de Pékin-Daxing[32].

### Juin
- 7 juin : premier vol du Lélio, le premier dirigeable électrique français[33]
- 16 juin : confirmation de l'achat pour l'Armée de l'air indonésienne de 12 Dassault Mirage 2000-5 ex qataris[34].
- 19 juin : la compagnie indienne IndiGo commande 500 Airbus A320neo. C'est le plus important contrat en volume jamais conclu dans l'aviation civile[35].

### Juillet
- 26 juillet : livraison des deux premiers hélicoptères de combat Bell AH-1Z Viper (en) à la force aérienne tchèque[36].

### Août
- 15 août : Le consortium aéronautique russe Irkout prend le nom de Yakovlev, le bureau d'études qui lui a été rattaché en 2004[37]. Le Sukhoi Superjet 100 sera rebaptisé SJ-100, et l'Irkut MC-21 adoptera également le nom de Yakovlev[38]
- 23 août : 
  - Crash de l'avion d'Evgueni Prigojine et de Dmitri Outkine, un Embraer Legacy 600, tuant les dix personnes à bord près de la commune urbaine de Koujenkino , dans l'oblast de Tver, en Russie européenne[39].
  - premier vol d'un avion de ligne civil partant de la Corée du Nord depuis 2020[40].

### Septembre
- 7 septembre : premier vol de l'avion à pile à combustible alimenté à l’hydrogène liquide allemand H2Fly depuis la base de Maribor, en Slovénie. Il s'agit, selon son constructeur, du premier vol habité au monde avec cette motorisation[41].
- 8 septembre : la base aérienne Stevanovikio (en) a Rígas Feréos, la principale de l'aviation légère de l'armée hellénique, est inondée lors de la tempête Daniel. Au moins sept hélicoptères sont perdus. Les unités déménagent sur d'autres bases[42].
- 12 septembre : 
  - lors du vol Ural Airlines 1383, un avion de ligne Airbus A320 de la compagnie aérienne russe Ural Airlines devant relié Sotchi a Omsk effectue un atterrissage d'urgence dans un champ dans l'oblast de Novossibirsk à la suite d’un incident hydraulique. Il y a quatre blessés légers parmi les 170 personnes à bord[43].
  - BAE Systems et L3Harris livrent le premier avion de guerre électronique EC-37B Compass Call à l'US Air Force[44].
- 17 septembre : un avion de transport régional Embraer EMB 110 manque son atterrissage à l'aéroport de Barcelos dans l'état de Amazonas (Brésil) entraînant la mort des douze passagers et de ses deux membres d’équipage[45].
- 20 septembre : L'avion-cargo Embraer KC-390 est sélectionné pour remplacer les C-130 Hercules de la Force aérienne autrichienne. 4 doivent être réceptionné à partir de 2026[46].
- 29 septembre : Livraison du 56e et dernier hélicoptère NH90 de la Marine italienne. Le premier étant livré en 2011[47].

### Octobre
- 25 octobre : premier vol, en stationnaire, de l'avion électrique américain à décollage verticale Midnight d'Archer Aviation (en) destiné à la mobilité aérienne urbaine[48].
- 29 octobre : 
  - Un avion-taxi Cessna 208B Grand Caravan s'écrase dans une zone boisée peu après son décollage de l'aéroport international de Rio Branco à Rio Branco (Acre) au Brésil. Les douze occupants ont péri dans l'accident[49].
  - L'aéroport de Makhatchkala au Daguestan en Russie doit fermer après l'intrusion de manifestants propalestiniens[50] jusqu'au 6 novembre[51].
- 31 octobre : retrait des hélicoptères Gazelle de L'Army Air Corps après 49 ans de service dans les forces armées britanniques[52].

### Novembre
- 10 novembre : premier vol du bombardier stratégique américain Northrop Grumman B-21 Raider depuis la Air Force Plant 42[53].
- 15 novembre : 
  - atterrissage d'un Boeing 787 de la compagnie aérienne norvégienne Norse Atlantic Airways affrété par l'Institut polaire norvégien sur l'aérodrome de la base antarctique Troll. Il s'agit du plus grand avion à se poser en Antarctique[54].
  - retrait du service de l’avion de guerre électronique américain Northrop Grumman E-8 Joint STARS[55].
- 28 novembre : un Boeing 787 de Virgin Atlantic réussit le premier vol transatlantique avec 100 % de carburant durable d'aviation depuis l'aéroport de Londres-Heathrow jusqu'à l'aéroport international de New York - John-F.-Kennedy[56].
- 29 novembre : premier vol du démonstrateur EcoPulse de Daher, Safran et Airbus depuis l’aéroport de Tarbes. À propulsion hybride-électrique, il est basé sur une plateforme d’avion Daher-Socata TBM 900[57].
- 30 novembre : l'avion d'affaires Dassault Falcon 6X entre en service commercial[58].

### Décembre
- 15 décembre : Turkish Airlines officialise un contrat pour l'achat de 150 Airbus A321neo et sur 70 long-courriers Airbus A350. Cela porte le nombre de commandes nettes pour Airbus Commercial Aircraft a 1 721 avions de ligne, chiffre record pour cette entreprise [59].
- 26 décembre : la compagnie aérienne Mexicana, recréée en tant que compagnie publique gérée par le secrétariat à la Défense nationale du Mexique après sa faillite en 2010, effectue son premier vol le 26 décembre 2023[60].

## Généralités
Le 12 décembre 2023, L'Association du transport aérien international estime que l’ensemble des compagnies aériennes mondiales devraient repasser dans le vert, avec des bénéfices cumulés de 23,3 milliards de dollars et transporter un
total de 4,29 milliards de passagers.
Airbus Commercial Aircraft livre 735 avions de ligne et enregistre 2 094 commandes nettes en 2023. Chiffres records.
Dassault Aviation livre en 2023 26 avions d'affaires Falcon et 13 avions de chasse Rafale. 23 Falcon et 60 Rafale ont été commandés. Au 31 décembre 2023, le carnet de commandes comptait 211 Rafale et 84 Falcon, contre respectivement 164 Rafale et 87 Falcon un an auparavant.
Daher livre 74 avions mono-turbopropulseurs, dont 56 TBM et 18 Kodiak .
Gulfstream livre 111 avions contre 120 un an plus tôt. Ces livraisons se répartissent entre 89 grandes cabines (G400 à G700) et 22 cabines moyennes (G280), contre respectivement 96 et 24 en 2022.
Bombardier livre 138 avions. Les livraisons se répartissent entre 75 grandes cabines de la famille Global et 63 biréacteurs de la catégorie intermédiaire Challenger. Au 31 décembre 2023, son carnet de commandes (avions et services) était stable à 14,2 milliards $. En 2023, Bombardier a réalisé un chiffre d’affaires de 8,046 Md$ avec un résultat net de 445 M$ contre une perte nette de 148 M$ en 2022.